# Josep Cruañas i Fages
Josep Cruañas i Fages   (Maià de Montcal, 1942), és un pintor català.

## Biografia

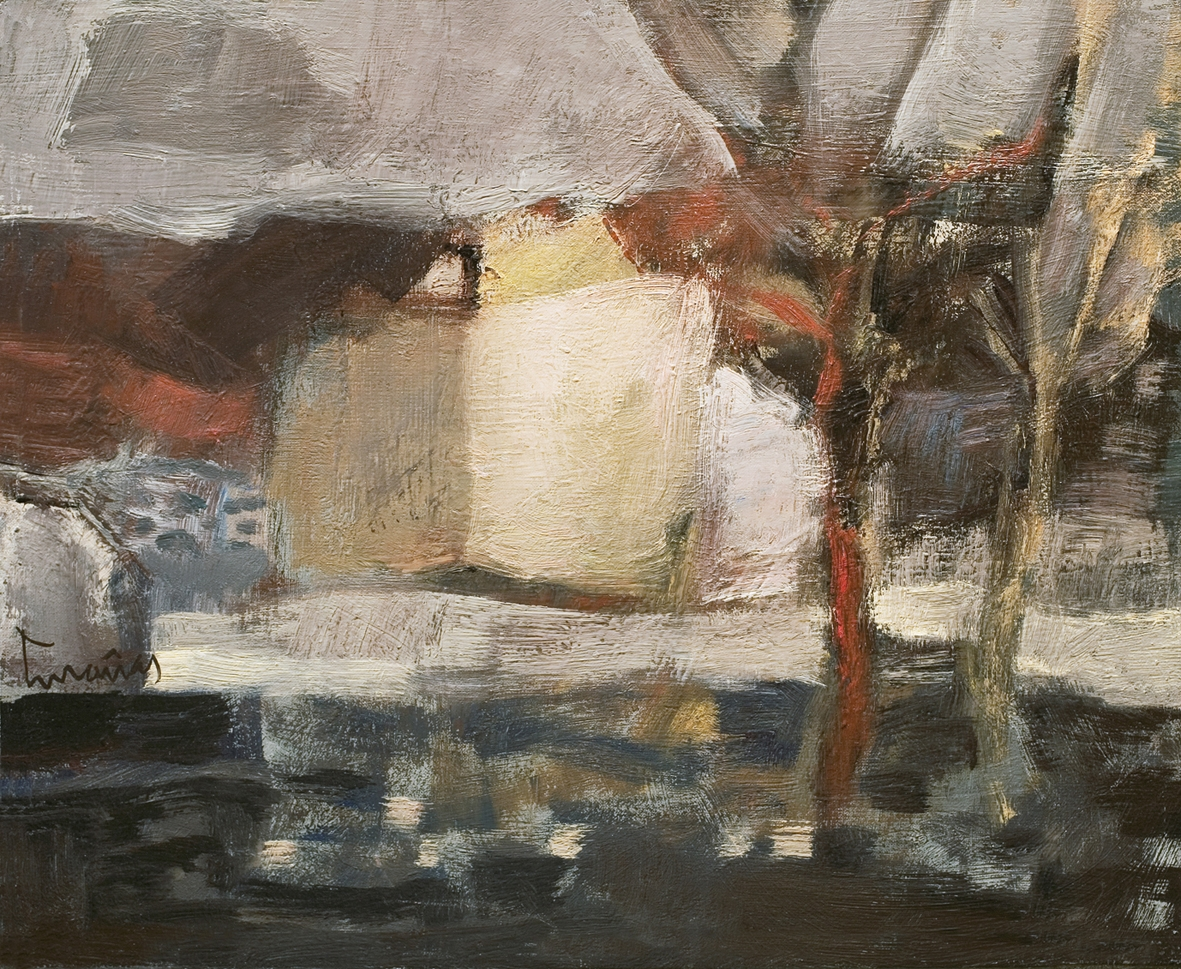
Estructures (Atles paisatgístic de les terres de Girona).

Als 15 anys es va inscriure a classes de dibuix a l'Escola d'Art de Banyoles, llavors dirigida per Joan de Palau. Més endavant va freqüentar l'estudi del pintor Joan Sibecas a Figueres, considerat com un dels introductors del cubisme a Catalunya. El seu recorregut formatiu va continuar a Barcelona, on es va instal·lar el 1961 i va començar a assistir a classes de pintura al natural al Reial Cercle Artístic i al Cercle Artístic de Sant Lluc.
Durant els primers anys a Barcelona va combinar la pintura amb el seu treball com a grafista publicitari, fins que a principis dels anys 70 comença se centra completament en la pintura. Fou llavors quan es va començar interessar pels ismes del moment, però l'amistat amb artistes com Frederic Lloveras va fer que s'apartés d'aquestes tendències i derivés cap a un impressionisme més personal, amb especial interès per la figuració d'espais urbans. La seva primera exposició individual la va realitzar a la galeria Ausart de Vic.
Els seus viatges per Europa, molts d'ells amb Lloveras, li va descobrir noves maneres d'entendre i captar la llum i el color dels paisatges nòrdics, trobant en els anys 80 el seu espai pictòric definitiu.
Cruañas va ser un dels fundadors del grup artístic "La Cova del Drac" juntament amb Frederic Lloveras, Antoni Vives Fierro, Ramon Barnadas, Josep Maria Morató Aragonès, Bernat Sanjuan, Rafael Griera i Calderón, Alexandre Siches Piera, Jordi Rollán Lahoz, Jordi Sarsanedas, Ramon Llovet i Agustín Riu, entre d'altres. Així mateix formava part de la Penya La Punyalada, situada al restaurant del mateix nom al Passeig de Gràcia, avui desaparegut, i també de l'anomenat "Grup del Passeig de Gràcia", provinent dels artistes de la galeria Comas, com el seu amic Joan Condins.

## Obra
La seva obra es va veure inicialment influenciada pels ismes del moment i per pintors com Cézanne, Braque o Stâel. També es va veure influenciada per pintors més propers a ell com el seu amic Lloveras o Juan Alcalde.
La gran part de les sobres obres són paisatges, tant urbans com rurals. Ha treballat amb diversos materials i suports, especialitzant-se en la pintura a l'oli i en les aquarel·les. Pel que fa a l'estil, les seves obres es podrien emmarcar dins d'un impressionisme amb certes influències abstractes.
Ha realitzat més d'un centenar d'exposicions entre individuals i col·lectives arreu de Catalunya i a la resta d'Espanya. A l'estranger el seu treball s'ha exposat a Sud-àfrica, Uruguai, Cuba, Malta, Estats Units, Andorra i França.

### Obra a museus
Es pot trobar obra seva exposada a diferents col·leccions públiques, com ara als museus de la Diputació de Barcelona, al museu de Banyoles i al de Tossa de Mar; i també al museu de Palamós, al del Vendrell i al Museu Nacional de Bulgària, entre d'altres.

## Premis i reconeixements

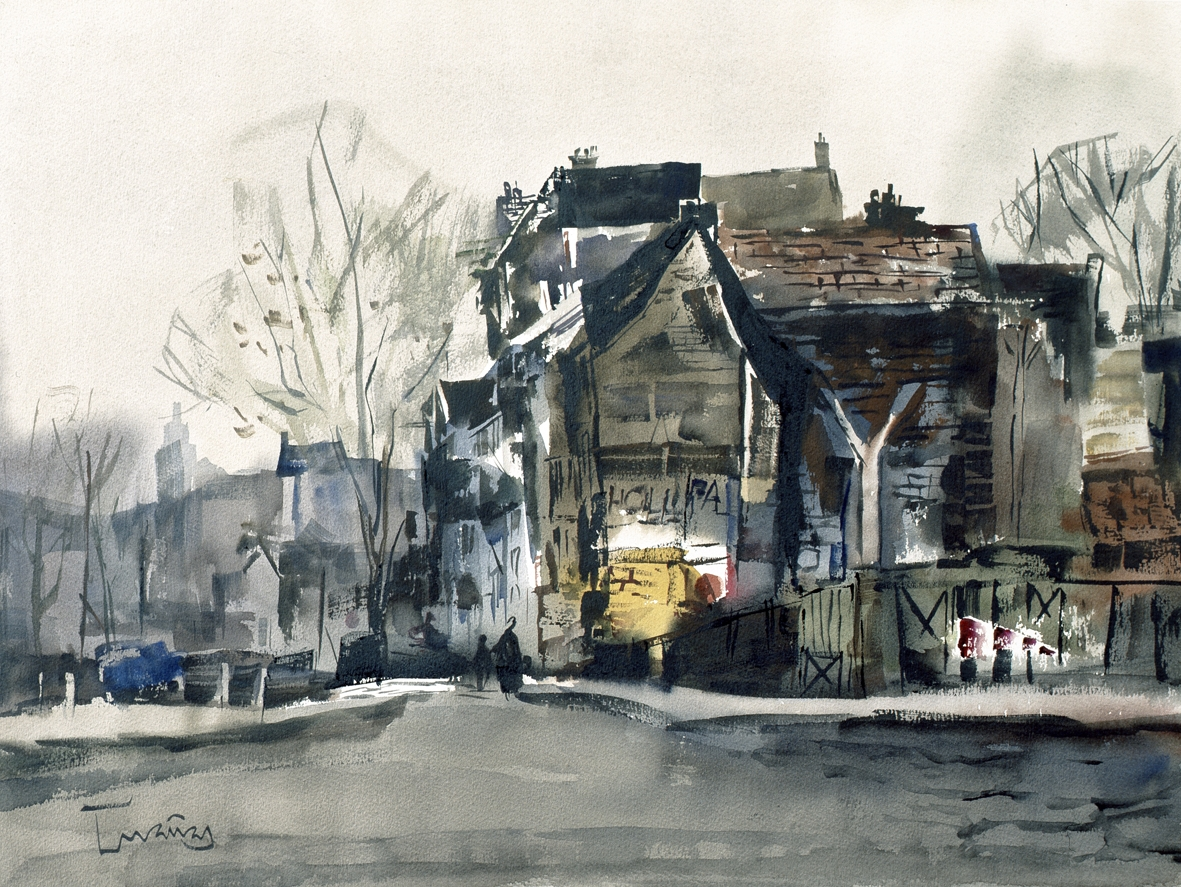
Amsterdam (Dibuixants i aquarel·listes dels segles XIX i XX).

- 1974, Tossa de Mar- XVIII Premio Internacional Tossa de Mar
- 1982, Palamós- Premi "Francisca Salva" dins dels premis "Vila de Palamós"
- 1994, Maià de Montcal- Nomenament de Fill Il·lustre, de la localitat